# Alexandre Arman
Pour les articles homonymes, voir Arman (homonymie).
Alexandre Michel Arman né le 9 novembre 1784 au Vigan (Gard) et décédé le 14 avril 1856 à Ajaccio (Corse du sud), était un sous-préfet.

## Biographie
Membre du collège électoral au 1er janvier 1811, conseiller municipal du Vigan le 12 avril 1811, il fut chargé, au retour de l’empereur Napoléon Bonaparte en 1815, de l’administration de l’arrondissement de ce nom en tant que sous-préfet ad intérim. Il avait déjà administré cet arrondissement de manière sporadique depuis 1813, nommé par plusieurs arrêtés de la préfecture du Gard.
Il fut adjudant major de la 8e cohorte de la légion de la Garde nationale du département du Gard, par brevet du Comte de Montalivet, Ministre de l’Intérieur en date du 25 septembre 1813.
Lorsque des ennemis du gouvernement impérial troublèrent cette ville, Arman la sauva par son énergie et il en fut loué par l’administration
Violemment persécuté à la chute de l’Empire, il fut arrêté deux fois. Sa détention cessa d’abord par arrêté de M. de Brevannes préfet de l’Hérault en 1815, et ensuite par décision du conseil d’État en mars 1817. Il fut emprisonné au total pendant 17 mois et 23 jours.
En 1818, M. le comte Martin de Vignolle, ancien ministre de la guerre du vice-roi d’Italie, nommé conseiller d’État et Préfet de la Corse, rendant justice à son courage et à son honorabilité, l’engagea à le suivre en Corse et l'attacha à son administration.
Alexandre Arman a été successivement :
- Chef de division à la préfecture de la Corse par arrêté du 11/05/1818;
- Secrétaire général de la préfecture de la Corse par ordonnance du Roi du 6/9/1820;
- Chargé de l’administration de l’arrondissement d’Ajaccio par décision du ministre de l’intérieur du 6/4/1821;
- Membre correspondant de la Société Académique d’instruction de Bastia le 3/3/1822
- Sous-préfet de Calvi, par ordonnance du 4/9/1822;
- Sous-préfet de Corte, par ordonnance du 17/5/1826;
- Correspondant de la Société Statistique de Marseille le 3/4/1851
- Membre de la Société d’agriculture Royale et centrale de Paris 7/7/1824
- Membre de la Société française de statistique universelle.

Il ne concourut pas peu à la réorganisation des affaires administratives qui avaient été bouleversées par de récentes commotions politiques (Carbonarisme). A Calvi, il eut à rétablir l’ordre des services, et il y parvint facilement. Mais il n'en fut pas de même lorsqu'on l'appela, quatre ans après, à diriger la sous préfecture de Corte.
Cet arrondissement, le Fiumorbo surtout, foulait aux pieds les lois était le repaire de malfaiteurs qui luttaient contre la force publique et ravageaient le pays. De sages réformes dans le personnel des fonctionnaires, une justice sévère, des mesures tendant à moraliser les masses, et, par exemple, l’ouverture d'une école des frères de la doctrine chrétienne régénérèrent l’arrondissement de Corte. On a percé des routes, bâti des casernes, créé des postes militaires, établi des écoles et encouragé l'industrie. Les défrichements, qui s'y sont multipliés, offrent assez de ressources aux habitants pour qu'ils n'aient plus besoin de leurs voisins.
Il participa donc activement au développement de la Corse : « Le gouvernement a fait des travaux qui ont, pour ainsi dire, renouvelé la face du pays …… On commence à s’occuper du Fiumorbo en 1826 ; et cette province dut une grande partie de ses améliorations à l’intelligente et active administration de M. le sous-préfet Arman ».
Ces résultats n'empêchèrent pas Arman d'être admis prématurément à la retraite par la révolution de Juillet. Il fut nommé le 19 mai 1825, étant sous-préfet à Calvi, membre de la Légion d'honneur.
De retour à Ajaccio ou il avait fixé sa résidence depuis son mariage avec Marie Antoinette Lilotte, fille du colonel Ange Toussaint Bonelli, et après des temps difficiles, il servit dans les corps administratifs : le conseil municipal d’Ajaccio dont il a été le secrétaire, le conseil de l’arrondissement d’Ajaccio qu’il a présidé; l’intendance de la Santé de Corse à laquelle l’appela un arrêté ministériel du 14/12/1847. Il devint trésorier et président de la fabrique des églises de cette ville; ce qui le mit à même de recueillir des documents à l’aide desquels il composa, sur la demande du ministre de la justice et des cultes, et publia, en 1844, une monographie grand in-8° intitulée : Notre-Dame d'Ajaccio, archéologie histoire et légendes. Il a été aussi trésorier du monument national de Napoléon à Ajaccio.
Le vicomte Élysée de Suleau qui, pendant qu'il était Préfet de la Corse (1822-1824), avait apprécié son mérite, l'appela près de lui, devenu Préfet des Bouches-du-Rhône (1849-1853), pour remplir les fonctions de chef du cabinet.
Déçu de ses espérances (il s'attendait à remplir la place vacante de secrétaire-général de la Préfecture), il se mit, contre le gré de l'administration supérieure, sur les rangs des candidats à la députation. 
Son décès donna lieu à des honneurs funèbres, et un discours fut prononcé sur son cercueil par M. C. Friess-Colonna, archiviste du département de la Corse. (Société statistique de Marseille commence bas de page 454.)

## Sources
1. ↑  Dissensions et persécutions dans l’arrondissement du Vigan par Alexandre Arman, L’Huillier Editeur Paris 1818
2. ↑  BNF, L’Univers ou histoire et description….. Histoire de la Corse par C. Friess-Colonna, in-8° Didot Paris, 1847 page 7
3. ↑  Ministère de la Culture, base Leonore cote LH/49/70, n° de notice L0049070
4. ↑  Ministère de la culture, base Leonore : Etat des services publics de M. Alexandre Arman, sous-préfet de l’arrondissement de Calvi, chevalier de l’ordre Royal de la légion d’honneur, Calvi 1825
5. ↑  La France littéraire ou dictionnaire bibliographique des savants…..et gens de lettres de la France….pendant les XVIIIe et XIXe siècles par J-M Querard, Tome I, page 90, Didot père et fils, Paris 1827
6. ↑  Voir sur Gallica
7. ↑  Voir sur Googlebooks
8. ↑  Voir sur Gallica

- Archives nationales : Le personnel de l'administration préfectorale, 1800-1880 Paris, Centre historique des Archives nationales, 1998.
- Bibliothèque nationale de France : État des services de M. Arman Alexandre, ancien sous-préfet, philosophie Histoire Sc. Homme 8-LN27-617 [1853]", Répertoire des travaux de la Société statistique de Marseille tome 20, Marseille 1857, L'Univers ou histoire et description de tous les peuples; Histoire de la Corse par M. C. Friess-Colonna 1847, page 7, Répertoire des travaux de la Société statistique de Marseille tome 22, Marseille 1859, page 360.
- Ministère de la Culture : Base de données des dossiers des titulaires de l'Ordre de la Légion d'honneur, depuis la création de l'Ordre et décédés avant 1977,conservés aux Archives nationales. (Base Leonore). "Etat des services publics de M. Alexandre Arman, sous-préfet de l'arrondissement de Calvi, 1825, Calvi"